# Jostojärvi
Jostojärvi är en sjö i Kiruna kommun i Lappland och ingår i Torneälvens huvudavrinningsområde. Sjön har en area på 0,181 kvadratkilometer och ligger 386 meter över havet. Jostojärvi ligger i Pessinki fjällurskog Natura 2000-område. Sjön avvattnas av vattendraget Jostojoki.

## Delavrinningsområde
Jostojärvi ingår i det delavrinningsområde (755209-177300) som SMHI kallar för Mynnar i Saankijoki. Medelhöjden är 425 meter över havet och ytan är 57,73 kvadratkilometer. Det finns inga avrinningsområden uppströms utan avrinningsområdet är högsta punkten. Jostojoki som avvattnar avrinningsområdet har biflödesordning 4, vilket innebär att vattnet flödar genom totalt 4 vattendrag innan det når havet efter 341 kilometer. Avrinningsområdet består mestadels av skog (69 procent) och sankmarker (27 procent). Avrinningsområdet har 1,9 kvadratkilometer vattenytor vilket ger det en sjöprocent på 3,3 procent.